# イスマイル・オマル・ゲレ
イスマイル・オマル・ゲレ（ソマリ語: Ismaaciil Cumar Geelle アラビア語: إسماعيل عمر جيله フランス語: Ismaïl Omar Guelleh 1947年11月27日 - ）は、ジブチの政治家で、同国の第2代大統領。進歩人民連合の指導者。

## 経歴
叔父で初代大統領のハッサン・グレド・アプティドンから1999年5月8日に権力を受け継ぎ、大統領に就任した。ジブチは進歩人民連合による事実上の一党独裁制に基づいて統治されており、元々反政府勢力であった統一民主回復戦線までも与党側に抱き込むことに成功、安定した長期政権を維持した。ゲレ自身も2005年の大統領選では唯一の候補として100%の支持で再選された。フランスの日刊紙『フィガロ』によると、「もはや反対者は存在しない」とされる強権的な政治手法を用いており、人権団体などから独裁者と非難されている。2021年4月9日に執行された大統領選挙では、野党のボイコットも手伝い得票率98.58％で5選された。

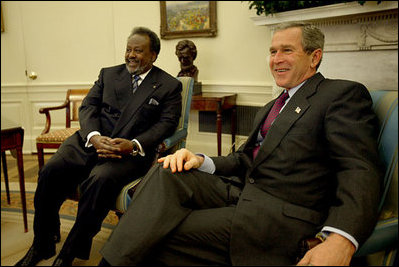
アメリカ合衆国大統領ジョージ・W・ブッシュ（写真右）と、イスマイル・オマル・ゲレ（写真左）。

2001年以降は前政権時代に結ばれたジブチ駐留フランス軍との軍事同盟を続けつつ、対テロ戦争とイラク戦争を支持してアメリカ軍も恒久的に駐留させてアメリカ合衆国と安全保障の関係を築き、さらに日本の自衛隊と中国の中国人民解放軍にとって初となる海外軍事基地の設置と恒久化も認めるなど親米・親日・親中政策を行っている。

## 政治姿勢

### 内政
ゲレ氏は大統領任期を通じて、家族を政治的、経済的な重要な地位に就かせるよう努めてきた。中心的な役割を担っているのは、事実上の副大統領を務める妻のカドラ・マハムード・ハイドと、国のビジネス活動に深く関与するファトゥマ・アウォの2人の娘である。彼の義理の息子であるジャマ・エルミ・オキエは保健大臣である。
大統領の異母兄弟の一人であるサード・オマル・ゲレは、経済的に最も重要なジブチ港の総支配人であり、いとこであるジャマ・アリ・ゲレは1986年から国営電力会社ジブチ電力 (EDD) の局長を務めている。
国家機能と支配一族のこの複雑なあいまいさのおかげで、ゲレ氏は警察、軍、その他の治安部隊に対する強力な支配力の助けを借りて、国の政治、経済、司法問題を厳格に統制することができた。これにより、「すべての公務に対するゲレ一族の支配が広まった」ことが保証された。
2004年にジブチの米国大使館から送られ、ウィキリークスで公開されたメッセージでは、ジブチは「イスマイル・オマル・ゲレという一人の男が支配する商業都市国家」と表現されていた。

### 経済
ゲレが推し進めた港湾と物流インフラへのFDI主導の政策は安定した経済成長をもたらした一方、輸出が少なく雇用創出の機会が少ないサービス依存型で資本集約型の経済を生み出した。2015年の雇用調査によると、ジブチの失業率は39%で、生産年齢人口のわずか25%しか雇用されていなかった。
他方で、多くの先進国との軍事的な同盟により治安の安定化にも成功。土地や資源が皆無であるという現状を逆手に取ったジブチは、比較的治安が安定しており、積極的な外資誘致や中国企業の進出により開発発展を支えている。またゲレは、ジブチを「アフリカのシンガポール」にするとし、人民行動党による開発独裁を見習っているとされ、ゲレ自身も公式演説でシンガポールの道を辿ることに頻繁に言及している（「アフリカのシンガポール」という戦略は、隣国エリトリアの大統領イサイアス・アフェウェルキも公式に掲げている）。